# Charles Haid
Charles Maurice Haid III (San Francisco, 2 giugno 1943) è un attore e regista televisivo statunitense noto principalmente per l'interpretazione di Andy Renko nella serie televisiva Hill Street giorno e notte.

## Filmografia parziale

### Cinema
- I ragazzi del coro (The Choirboys), regia di Robert Aldrich (1977)
- I guerrieri dell'inferno (Who'll Stop the Rain), regia di Karel Reisz (1978)
- Oliver's Story, regia di John Korty (1978)
- Stati di allucinazione (Altered States), regia di Ken Russell (1980)
- The House of God, regia di Donald Wrye (1984)
- Indagine ad alto rischio (Cop), regia di James B. Harris (1988)
- Il salvataggio (The Rescue), regia di Ferdinand Fairfax (1988)
- Cabal (Night Breed), regia di Clive Barker (1990)

### Televisione
- Gunsmoke – serie TV, un episodio (1974)
- Harry O – serie TV, un episodio (1974)
- Wonder Woman – serie TV, un episodio (1979)
- Hill Street giorno e notte (Hill Street Blues) – serie TV, 144 (1981-1987)
- Incubo ad Alcatraz (Six Against the Rock), regia di Paul Wendkos – film TV (1987)
- La grande fuga 2 (The Great Escape II: The Untold Story), regia di Paul Wendkos e Jud Taylor – film TV (1988)
- La signora in giallo (Murder, She Wrote) – serie TV, episodi 5x10-7x03 (1989-1990)
- Fire and Rain, regia di Jerry J. Jameson – film TV (1989)
- NYPD - New York Police Department (NYPD Blue) – serie TV, un episodio (1994)

## Doppiatori italiani
Nelle versioni in italiano delle opere in cui ha recitato, Charles Haid è stato doppiato da:
- Roberto Del Giudice in Kate McShane
- Rodolfo Baldini in Hill Street giorno e notte (1ª voce)
- Luigi Montini in Hill Street giorno e notte (2ª voce)
- Sergio Di Giulio in Indagine ad alto rischio
- Saverio Moriones in La signora in giallo (ep. 5x10)
- Giuliano Santi in La signora in giallo (ep. 7x03)
- Carlo Reali in Cabal
- Giorgio Lopez ne Il terzo miracolo
- Cesare Barbetti in Squadra emergenza
- Alessandro Rossi in Criminal Minds
- Domenico Brioschi in Nip/Tuck